# دخمه ترک‌آباد
دخمه ترک آباد با نام دیگر دخمه دیلُم مربوط به دوره قاجار است که در شهرستان اردکان و در اراضی ترک آباد واقع شده و این اثر در تاریخ ۱ مهر ۱۳۸۲ با شمارهٔ ثبت ۱۰۴۲۶ به‌عنوان یکی از آثار ملی ایران به ثبت رسیده است.

## ثبت بنا در فهرست آثار ملی
این دخمه دو بار در فهرست آثار ملی ایران به ثبت رسیده است . یک بار با عنوان دخمه دیلُم، به شماره ۹۲۸۵ در تاریخ ۱۳۸۲/۰۵/۰۷ با قدمت دوره قاجاریه ثبت شده و بار دیگر با عنوان دخمه تُرک آباد به شماره ۱۰۴۲۶ در تاریخ ۱۳۸۲/۰۷/۰۱ ثبت شده .